# Соледад
Соледад (на испански: Soledad) е южноамерикански град в департамент Атлантико, Северна Колумбия. Населението му е 648 500 жители (по оценка за 2017 г.), по оценка за 2017 г. а площта 67 кв. км. Основан е през 1640 г., а има статут на град от 1813 г. Намира се на 7 метра н.в. в часова зона UTC-5.